# Amália de Hesse-Homburgo
Cristiane Amália de Hesse-Homburgo (em alemão:  Christiane Amalie; Bad Homburg vor der Höhe, 29 de junho de 1774 — Dessau, 3 de fevereiro de 1846) foi condessa de Hesse-Homburgo por nascimento e princesa hereditária de Anhalt-Dessau pelo seu casamento com Frederico, Príncipe Hereditário de Anhalt-Dessau.

## Família
Amália foi a terceira filha e quinta criança nascida do conde Frederico V de Hesse-Homburgo e Carolina de Hesse-Darmstadt. 
Os seus avós paternos eram Frederico IV de Hesse-Homburgo e Ulrica Luísa de Solms-Braunfels. Os seus avós maternos eram Luís IX, Conde de Hesse-Darmstadt e Carolina do Palatinado-Zweibrücken.
Ela teve doze irmãos, entre eles: Frederico VI de Hesse-Homburgo, marido de Isabel do Reino Unido; Carolina, esposa de Luís Frederico II de Schwarzburg-Rudolstadt; Augusta, esposa de Frederico Luís, Grão-Duque Hereditário de Meclemburgo-Schwerin; Maria Ana, esposa de Guilherme da Prússia, etc.

## Biografia
No dia 12 de junho de 1792, aos dezessete anos, a jovem condessa casou-se com o príncipe Frederico, de vinte e três anos, na cidade de Homburgo. Ele era filho de Leopoldo III de Anhalt-Dessau e de Luísa de Brandemburgo-Schwedt.

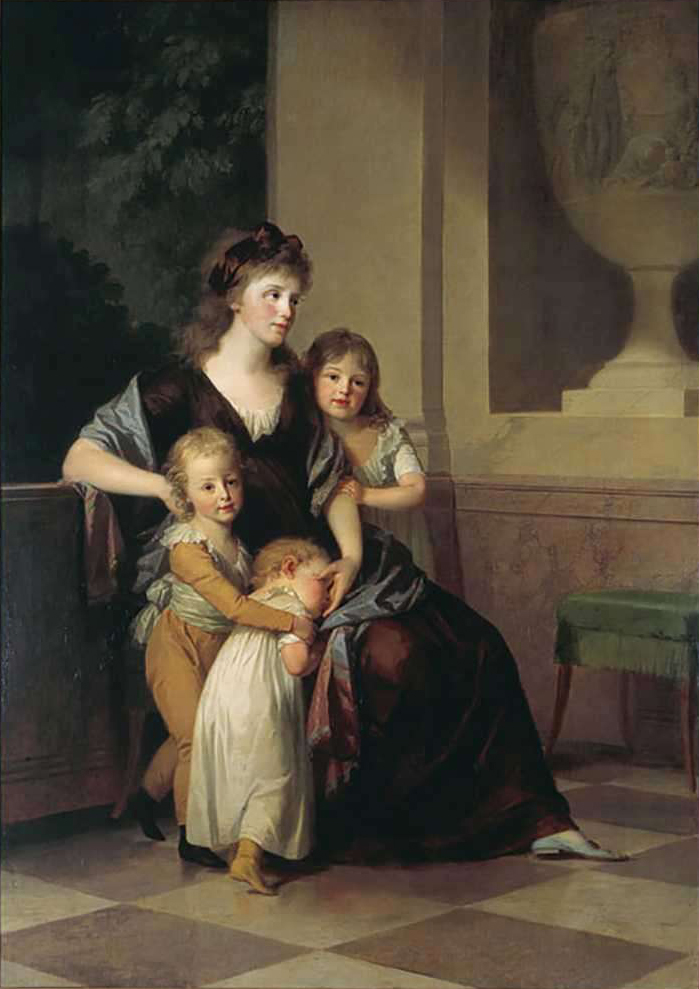
Retrato de Amália com três de seus filhos pintados por Johann Friedrich August Tischbein, localizado no Palácio Georgium, em Dessau.

O casal teve sete filhos, cinco meninos e duas meninas. Seu marido faleceu em 27 de maio de 1814, aos 44 anos.
O poeta Friedrich Hölderlin dedicou-lhe um poema intitulado Aus stillem Hauße senden - An eine Fürstin von Dessau (Enviar de uma casa tranquila - a uma princesa de Dessau).
A princesa Amália faleceu em Dessau, no dia 3 de fevereiro de 1846, aos 71 anos de idade.

## Descendência
- Augusta de Anhalt-Dessau (18 de agosto de 1893 – 12 de junho de 1854), foi casada com o príncipe Frederico Gunter de Schwarzburg-Rudolstadt, com quem teve três filhos;
- Leopoldo IV de Anhalt-Dessau (1 de outubro de 1794 – 22 de maio de 1871) foi marido de Frederica Guilhermina da Prússia, com quem teve seis filhos;
- Jorge Bernardo de Anhalt-Dessau (21 de fevereiro de 1796 – 16 de outubro de 1865), foi primeiro casado com Carolina de Scharzburg-Rudolstadt, com quem teve dois filhos, e depois foi marido de Teresa Ema de Erdmannsdorf, e teve mais sete filhos;
- Paulo Cristiano de Anhalt-Dessau (22 de março de 1797 – 4 de maio de 1797);
- Luísa Frederica de Anhalt-Dessau (1 de março de 1798 – 11 de junho de 1858), nascida surda-muda, foi esposa do conde Gustavo de Hesse-Homburgo, com quem teve três filhos;
- Frederico Augusto de Anhalt-Dessau (23 de setembro de 1799 – 4 de dezembro de 1864), foi marido de Maria Luísa de Hesse-Cassel, com quem teve três filhas;
- Guilherme Valdemar de Anhalt-Dessau (29 de maio de 1807 – 8 de outubro de 1864), teve um casamento morganático com Emilie Klausnitzer.

## Títulos e estilos
- 29 de junho de 1774 – 12 de junho de 1792: Sua Alteza Condessa Amália de Hesse-Homburgo
- 12 de junho de 1792 – 27 de maio de 1814: Sua Alteza  A Princesa Hereditária de Anhalt-Dessau, Condessa de Hesse-Homburgo
- 27 de maio de 1814 – 3 de fevereiro de 1846:Sua Alteza Sereníssima A Princesa Viúva Hereditária de Anhalt-Dessau, Condessa de Hesse-Homburgo